# Zuzana Kadlčíková
Zuzana Kadlčíková, rozená Pirnerová (* 1. června 1981 Hradec Králové), je česká sbormistryně, dirigentka a klavíristka. Od roku 2021 je hlavní sbormistryní Opery Slovenského národního divadla v Bratislavě.
Absolvovala Pedagogickou fakultu Ostravské univerzity, obor Hudební výchova a Sbormistrovství. Současně se zde zabývala židovskou hudbou v pěveckém souboru Adash a externě korepetovala v opeře Divadla A. Dvořáka. V roce 2007 vystudovala dirigování sboru na Hudební fakultě Janáčkovy akademie múzických umění v Brně (v roce 2005 titul BcA., v roce 2007 titul MgA.). Na téže fakultě následně v roce 2013 vystudovala dirigování orchestru (v roce 2009 titul BcA., v roce 2013 titul MgA.).
- 2004 – 2007 byla druhou sbormistryní Sboru dětí a mládeže Kantiléna při Filharmonii Brno
- 2005 – 2012 byla uměleckou vedoucí smíšeného sboru Virtuosi di Mikulov, který v roce 2012 získal ocenění Unie českých pěveckých sborů za přínos českému sborovému hnutí
- 2008 – 2013 byla korepetitorkou v opeře Moravského divadla v Olomouci
- 2010 získala stipendium na Internationale Sommerakademie PragWienBudapest
- 2011 založila Ansámbl Forte v Brně
- 2013 debutovala jako dirigentka v Národním divadle Brno s operou Sen noci svatojánské (Benjamin Britten), na jejíž přípravě se podílela jako asistentka dirigenta
- 2016 - 2018 sbormistryně brněnského smíšeného sboru Ars Brunensis
- 2017- 2021 asistentka sbormistra Českého filharmonického sboru Brno
- 2021 – hlavní sbormistryně Opery Slovenského národního divadla v Bratislavě
- 2020,2022 sbormistryně Národního divadla Brno (Ferda mravenec, Otello)

## Úspěchy a ocenění
- 2006 nejvyšší ocenění na soutěži v Neerpeltu (Summa Cum Laude) s Kantilénou[zdroj⁠?!]
- 2011 ocenění Sbormistr Junior[zdroj⁠?!]